# Malta i Eurovision Song Contest 2012
Malta deltog i Eurovision Song Contest 2012 i Baku i Azerbajdzjan. Den 27 augusti 2011 meddelade PBS landets deltagande.

## Uttagningen
Bidrag till den nationella uttagningen kunde skickas in från och med den 20 oktober 2011 fram tills dagen efter. Totalt skickades det in 161 bidrag till tävlingen vilket var 20 fler än vad man hade fått året innan. En jury lyssnade sedan på alla bidrag och valde ut 62 till att ta sig vidare till nästa fas där de skulle framföras live bakom stängda dörrar framför juryn. Med så här långt fanns Fabrizio Faniello och Ludwig Galea som representerat Malta i Eurovision Song Contest förut. Den 19 november framfördes bidragen framför juryn och det meddelades att de 24 som valts ut till semifinalen skulle avslöjas i början av december. Redan den 25 november avslöjades dock hela listan på bidrag till semifinalen. Datumen för uttagningen ändrades också från slutet av januari till en semifinal den 3 februari med 24 bidrag och en final den 4 februari med 16 bidrag som gått vidare dagen innan. Artisterna framförde samma kväll en version av sin låt på 60 sekunder som sändes på TV. Den 14 december kunde man för första gången höra hela låtarna på nätet. I slutet av december påbörjades försäljningen av biljetter till semifinalen och finalen och det avslöjades att programmen skulle hållas i Malta Fairs & Convention Centre i Ta' Qali. Det meddelades dessutom att Elaine Saliba och Ron Briffa skulle vara värdar för programmet. Den 18 januari 2012 avslöjades startordningen för bidragen i semifinalen. Scenen blev klar den 30 januari och repetitionerna påbörjades dagen efter.

### Semifinalen
Semifinalen gick av stapeln den 3 februari och 24 bidrag framfördes. 16 av bidragen tog sig vidare till finalen.
|    | Artist                    | Sång                                 | Låtskrivare                                                   |
| -- | ------------------------- | ------------------------------------ | ------------------------------------------------------------- |
| 1  | Danica Muscat             | "7 Days"                             | Philip Vella                                                  |
| 2  | Janvil                    | "You Are My Life"                    | George Platon                                                 |
| 3  | Isabelle Zammit           | "Walk On Water"                      | Paul Geordimania, Fleur Balzan                                |
| 4  | Francesca Borg            | "Take Me Far"                        | Marco Debono, Doris Chetcuti                                  |
| 5  | Klinsmann                 | "No Way Back"                        | Paul Abela, Klinsmann Coleiro, Jonathan Spiteri               |
| 6  | Richard Edwards           | "Look At Me Now"                     | Jan Van Dijck, Richard Edwards                                |
| 7  | Annalise Ellul            | "Whoop It up!"                       | Elton Zarb, Deo Grech                                         |
| 8  | Kurt Calleja              | "This Is The Night"                  | Johan Jämtberg, Kurt Calleja, Mikael Gunnerås                 |
| 9  | Romina Mamo               | "DNA"                                | Michael Johannes Tanczos, Gerard James Borg                   |
| 10 | Nadine Bartolo            | "Can't Get Away"                     | Philip Vella                                                  |
| 11 | Lawrence Gray             | "In Your Eyes"                       | Philip Vella, Cher Vella                                      |
| 12 | Kaya                      | "First Time"                         | Gorgi                                                         |
| 13 | Claudia Faniello          | "Pure"                               | Philip Vella, Gerard James Borg                               |
| 14 | Jessica Muscat            | "Dance Romance"                      | Philip Vella, Jessica Muscat                                  |
| 15 | Wayne Micallef            | "Time"                               | Wayne Micallef                                                |
| 16 | Dorothy Bezzina           | "Autobiography"                      | Magnus Kaxe, Gerard James Borg                                |
| 17 | Gianni                    | "Petals On A Rose"                   | R. Abrahamsson, M. Numhauser, T. Fenech, A. Aly               |
| 18 | Fabrizio Faniello         | "I Will Fight For You (Papa's Song)" | J. Bejerholm, N. Edberger, R. Uhlmann, W. Fenech, F. Faniello |
| 19 | Janice Mangion            | "While Her Eyes Still Glow"          | Elton Zarb, Rita Pace                                         |
| 20 | Eleanor Cassar            | "I Want To Runaway"                  | Paul Giordimania, Fleur Balzan                                |
| 21 | Corazon Mizzi             | "Mystifying Eyes"                    | Paul Giordimania, Fleur Balzan                                |
| 22 | Deborah C ft. Leila James | "You Make Me Go Uh! Uh!"             | Renier Patrick, Vervoort David                                |
| 23 | Anna Azzopardi            | "Still Waiting"                      | Samuel Bugia Garrido, Athanasios Nakos                        |
| 24 | Amber                     | "Answer With Your Eyes"              | Ray Aguis, Alfred C. Sant                                     |

### Finalen
Finalen gick av stapeln den 4 februari och 16 bidrag framfördes. Tidigare under dagen avslöjades startordningen i finalen. Frank Zammit intervjuade artisterna i green room under programmet.
Vinnarna i Eurovision Song Contest 2011, Eldar Qasımov och Nigar Dzjamal från Azerbajdzjan, gjorde gästframträdanden i finalen. Även bandet Sinplus som redan vunnit Schweiz nationella uttagning framträdde i finalen. Det gjorde även sångerskan Anggun som blivit vald internt till att representera Frankrike. Maltas vinnare från 2011, Glen Vella, framträdde också. Glen Vella sjöng sin nya låt "Lie" och en cover på "Heal the world". Anggun sjön sitt ESC bidrag "Echo (You and I)" och låten "Only love" från hennes senaste album. Ell & Nikki framförde sin vinnarlåt "Running Scared" samt en varsin solosång.
Vinnare blev Kurt Calleja med låten "This Is The Night".
|    | Artist                    | Sång                                 | Poäng | Plats |
| -- | ------------------------- | ------------------------------------ | ----- | ----- |
| 1  | Lawrence Gray             | "In Your Eyes"                       | 29    | 7     |
| 2  | Deborah C ft. Leila James | "You Make Me Go Uh! Uh!"             | 7     | 15    |
| 3  | Dorothy Bezzina           | "Autobiography"                      | 27    | 8     |
| 4  | Gianni                    | "Petals On A Rose"                   | 42    | 4     |
| 5  | Claudia Faniello          | "Pure"                               | 78    | 2     |
| 6  | Danica Muscat             | "7 Days"                             | 25    | 9     |
| 7  | Fabrizio Faniello         | "I Will Fight For You (Papa's Song)" | 31    | 6     |
| 8  | Corazon Mizzi             | "Mystifying Eyes"                    | 16    | 10    |
| 9  | Richard Edwards           | "Look At Me Now"                     | 32    | 5     |
| 10 | Kaya                      | "First Time"                         | 9     | 13    |
| 11 | Amber                     | "Answer With Your Eyes"              | 54    | 3     |
| 12 | Wayne Micallef            | "Time"                               | 10    | 12    |
| 13 | Kurt Calleja              | "This Is The Night"                  | 84    | 1     |
| 14 | Janvil                    | "You Are My Life"                    | 8     | 14    |
| 15 | Klinsmann                 | "No Way Back"                        | 0     | 16    |
| 16 | Francesca Borg            | "Take Me Far"                        | 10    | 11    |

## Vid Eurovision
Malta deltog i den andra semifinalen den 24 maj. Där hade de startnummer 4. De tog sig vidare till finalen som hölls den 26 maj. Där hade de startnummer 21. De hamnade på 21:a plats med 41 poäng. Malta fick poäng från 9 av de 41 röstande länderna. Det land som gav flest poäng till dem var värdlandet Azerbajdzjan som gav 8 poäng. De fick även 7 poäng av både Ukraina och Litauen.